# Гуськов, Юрий Николаевич
Юрий Николаевич Гуськов (род. 12 октября 1939) — генеральный конструктор ОАО "Корпорация «Фазотрон — НИИР», лауреат Государственной премии Российской Федерации в области науки и техники.

## Биография
Окончил Московский авиационный институт им. С.Орджоникидзе, специальность «радиотехника», квалификация «радиоинженер» (1967).
Послужной список:
- 1958—1961 служба в Армии;
- 1961—1994 техник, инженер, начальник научно-исследовательского отделения НИИ радиостроения;
- 1994—1995 заместитель генерального директора по маркетингу и научному сопровождению экспортной продукции, начальник научно-исследовательского отделения АООТ «Научно-исследовательский институт радиостроения»;
- с 1995 г. заместитель генерального директора по науке, первый заместитель генерального конструктора, заместитель генерального директора по науке — технический директор, генеральный директор, главный конструктор, генеральный конструктор "ОАО "Корпорация «Фазотрон-НИИР», первый заместитель генерального директора — генеральный конструктор АО "Корпорация «Фазотрон-НИИР».

Кандидат технических наук.

## Семья
Женат, двое детей.

## Награды
- Лауреат Государственной премии Российской федерации в области науки и техники 1998 г.
- Орден Трудового Красного Знамени (1975).
- Орден Ленина (1981).
- Медаль «Ветеран труда» (1984).
- Медаль «В память 850-летия Москвы» (1997).
- Орден «За заслуги перед Отечеством» IV степени (1998).
- Знак «Почётный радист» (1996).
- Медаль им. академика В. Н. Челомея (2004).